# Lars Hellström
Lars Hellström, född 1936 i Uppsala, är en svensk målare, grafiker och formgivare.
Hellström studerade skulptur och keramik vid Högre konstindustriella skolan i Stockholm 1955-1961 och vid Accademia di belle Arti i Ravenna 1961-1962. Efter studierna var han formgivare vid Skrufs glasbruk 1964-1976 och från 1972 vid Orrefors glasbruk. Han debuterade i en separatutställning 1965 och har därefter medverkat i ett stort antal separat och samlingsutställningar i Sverige och utomlands. Bland hans offentliga arbeten märks en grafitto vid Huddinge yrkesskola, marmormosaiken Ormen Långe i Vårby, tre tegelmosaiker i Kungsängen, en väggmålning i emalj vid Samarithemmets Sjukhus, 12 betongreliefer i kvarteret Bellman, en betongrelief vid Kronparkens sjukhus, väggmålningar i Gottsunda centrum, kulvertmålningar på Akademiska sjukhuset, kakelmålningar i Söderhamns Sjukhus, laminatmålning för Enköpings lasarett och en emaljmålning vid Magleria Pumm, Predappio i Italien. Vid sidan av sitt eget skapande har han undervisat i konst vid Uppsala Universitet 1968-1988 och Wiks folkhögskola till och med 1988 och han var lektor i grafisk konst vid Konsthögskolan i Stockholm 1988-1997. Han har tilldelats stipendium från Ax:son Johnssons stiftelse, Kallenbergs stiftelse, Konstnärsnämnden, Längmanska Kulturfonden, samt San Michele-stipendiet. Han utgav 1982 läroboken Handboken Litografi. Hellström är representerad vid Moderna museet, Upplands konstmuseum, Östergötlands museum, Norrköpings konstmuseum, Gotlands konstmuseum, Kalmar konstmuseum, Göteborgs konstmuseum[källa behövs], Sundsvalls museum, Amsterdams museum, Düsseldorf museum, samt i ett antal kommuner och landsting.